# 장과 (식물학)

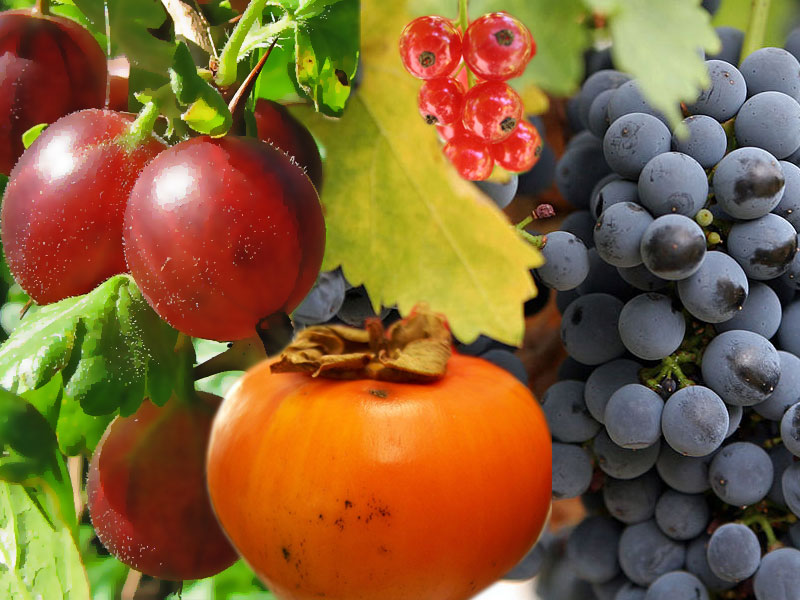
오른쪽부터 콩코드 포도, 감, 구즈베리, 적건포도(레드커런트)이다. 이들은 트루 베리(true berry)로 불린다.

장과(漿果) 또는 베리(berry)는 식물학적 정의로 하나의 씨방에서 나는 다육질의 열매이다. 포도가 좋은 예이다. 장과는 완전한 씨방벽이 식용 가능한 과피로 익어가는, 다육질의 열매의 가장 일반적인 형태이다.
장과의 영어 낱말 베리(berry)는 먹을 수 있는 조그마한 모든 식물을 가리키는 용어이다. 이 베리들은 일반적으로 즙이 많고 둥글거나 반타원형이며 밝은 색에다, 달거나 신 맛이 나고, 씨가 있을 수 있지만 돌이나 구멍이 없다.
토마토와 같은 수많은 장과들은 먹을 수 있지만 그와 같은 과에 속하는 벨라돈나풀, 감자와 같은 식물들은 인간이 바로 먹기에 독성이 있을 수 있다. 고추와 같은 장과들은 씨 주변에 과육이 아닌 공간을 지니고 있다.